# Musée de la réserve géologique de Haute-Provence
Le musée Promenade, dans les Alpes-de-Haute-Provence, propose, dans un parc boisé parcouru de cascades, une découverte mélangeant art contemporain avec un parc de sculptures, la galerie du CAIRN (Centre d'art), un sentier des papillons et la "Maison des remparts". 

## Musée promenade

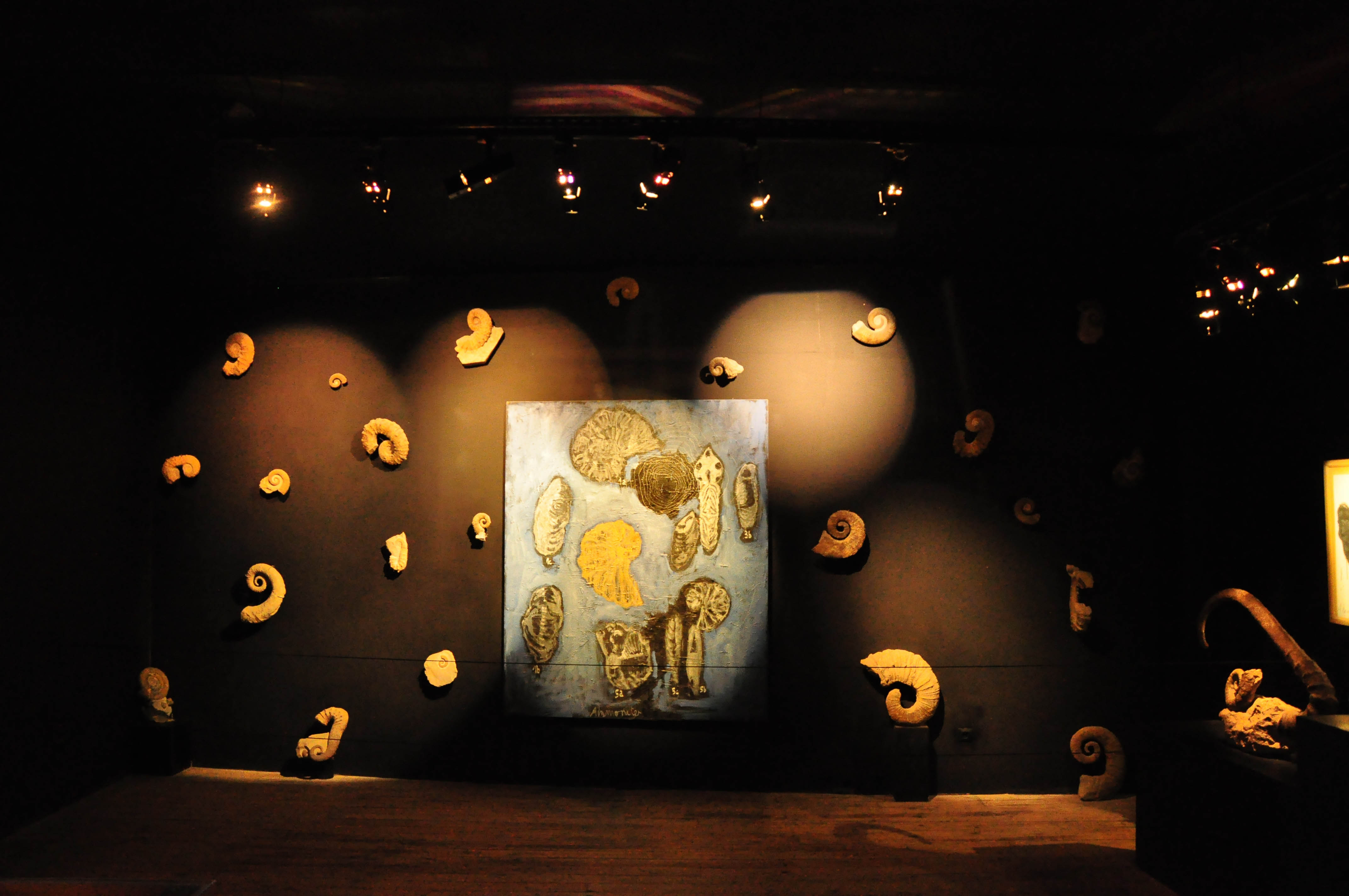
Différentes ammonites

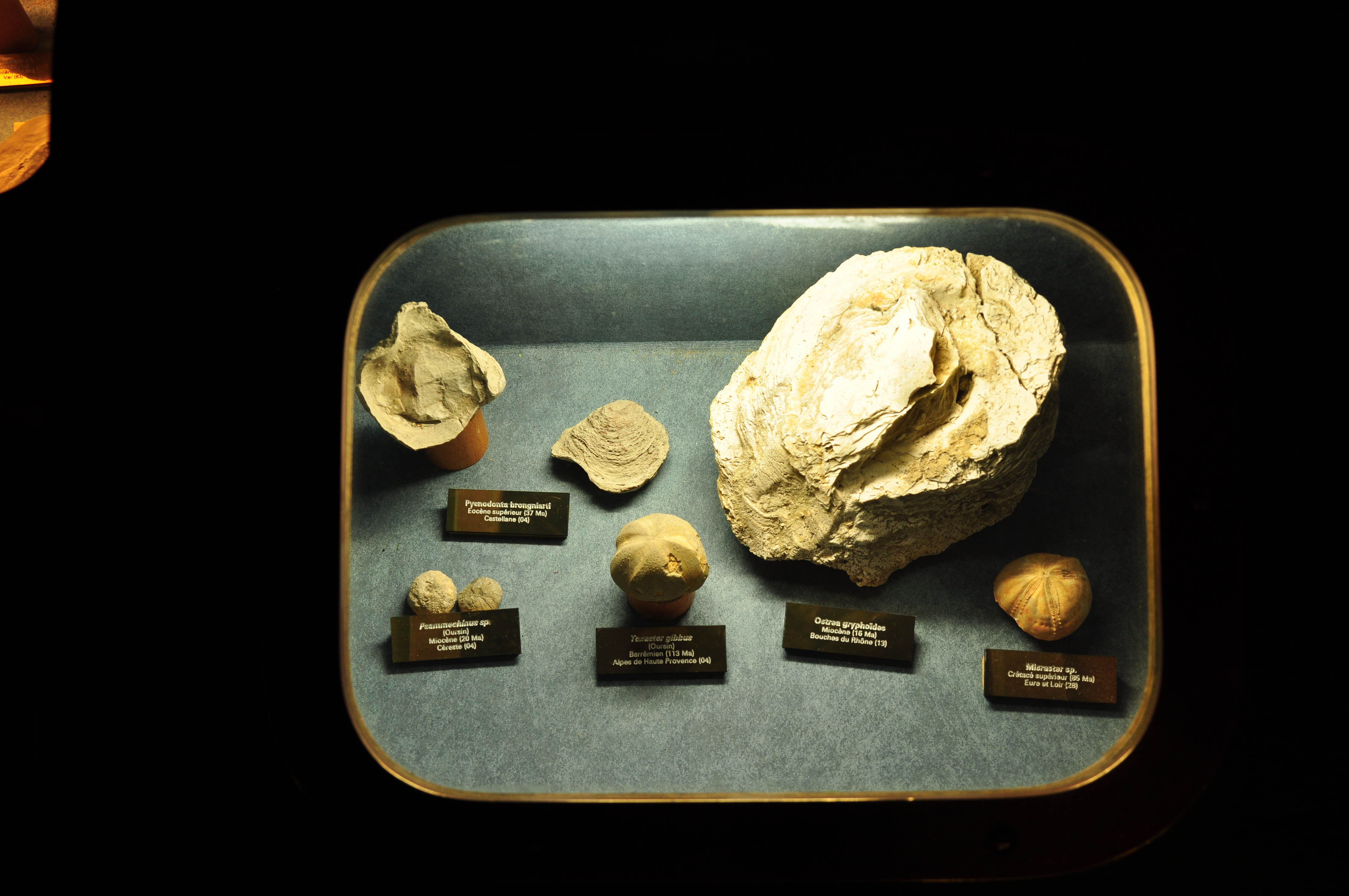
Oursins et huîtres

Dans un parc arboré, le parc Saint-Benoit, des sentiers thématiques, ponctués d'œuvres d'art réalisées par Andy Goldsworthy, Joan Fontcuberta, Sylvie Bussières et Agathe Larpent, mènent vers des ruisseaux et des cascades puis se dirigent vers les salles d'exposition qui permettent de découvrir le passé de la Terre (ammonites déroulées, histoire des insectes, aquariums tropicaux et méditerranéens). Les expositions mettent aussi en parallèle l'évolution des espèces vivantes à partir de leurs ancêtres fossiles. Un film sur l'histoire et l'évolution des paysages de Haute-Provence conclut la visite. Intitulé Voyage dans la mémoire des paysages, il a été réalisé par Pierre Rémy.

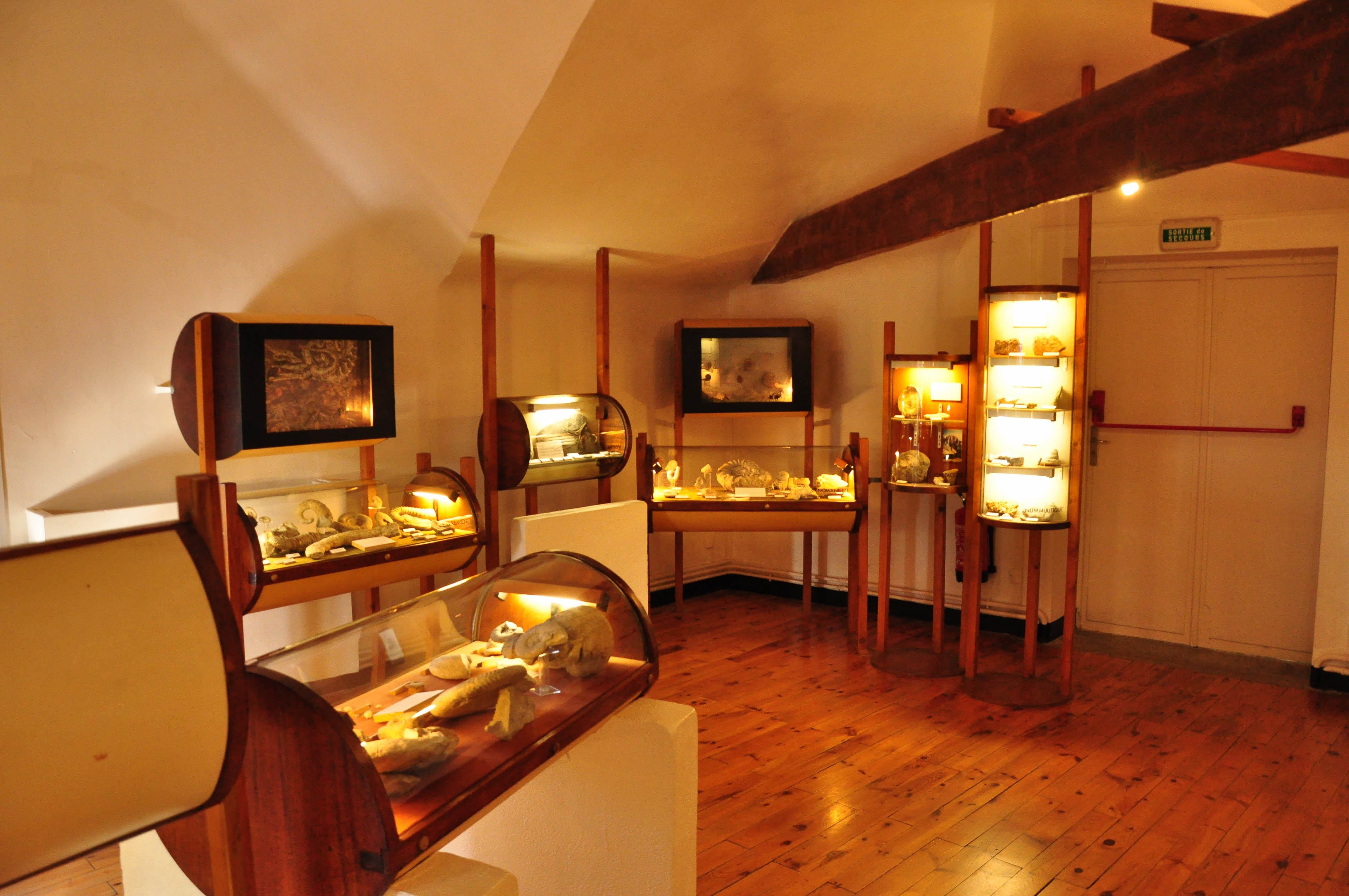
Salle d'exposition du musée
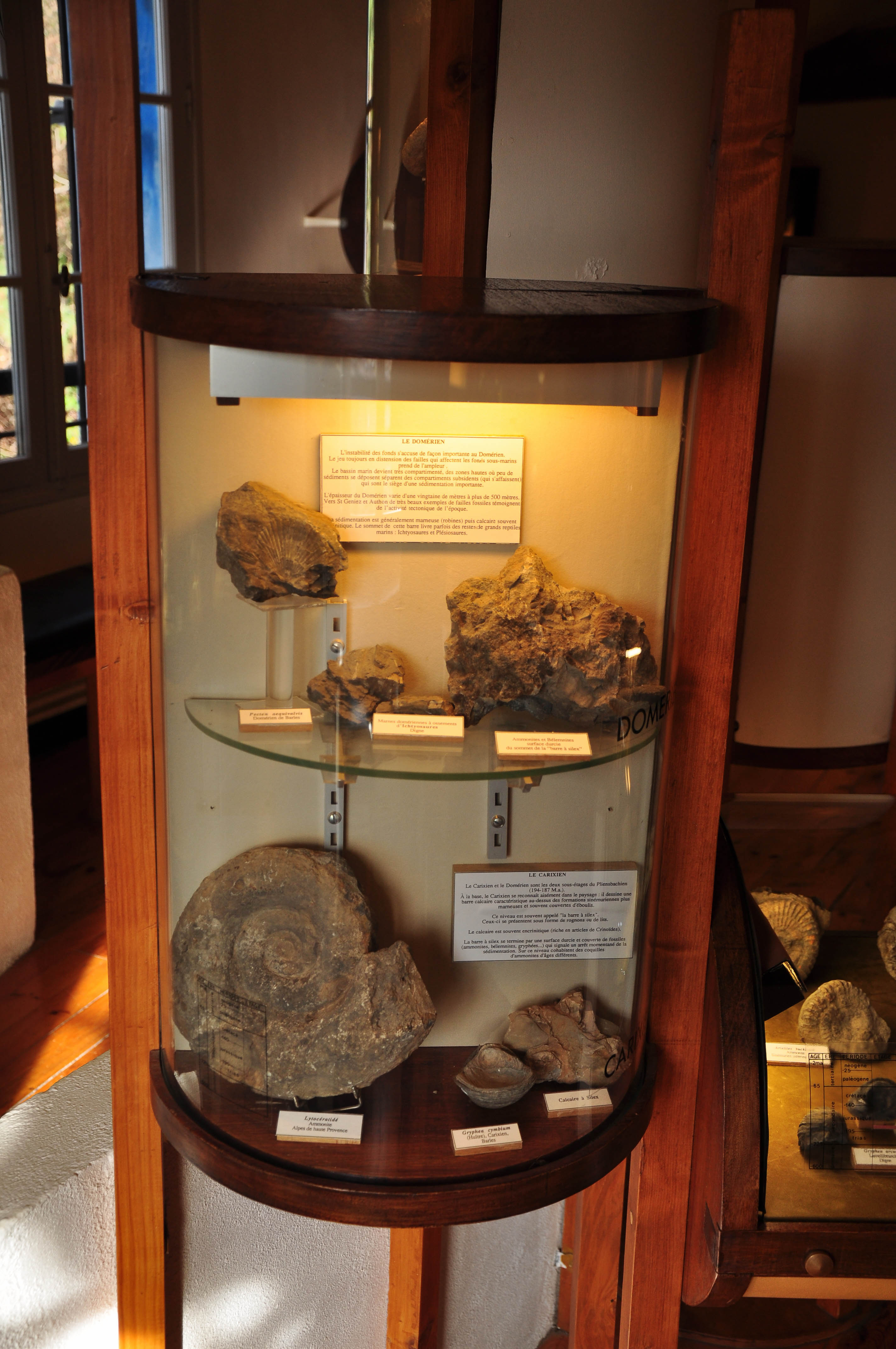
Vitrine consacrée au carixien et au doménien
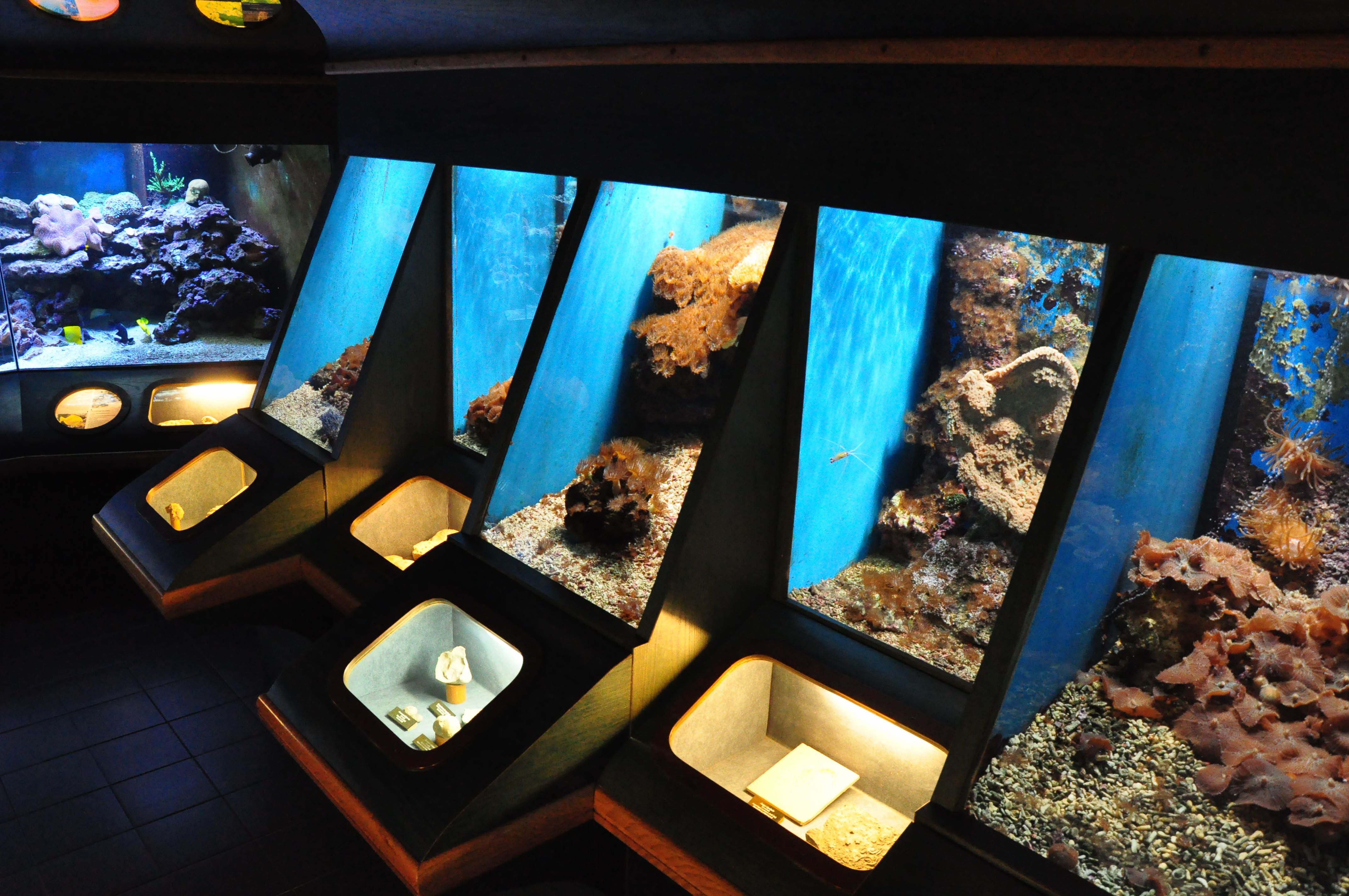
Vitrines du musée

## Le sentier des papillons
Le jardin, est situé sur la commune de Digne-les-Bains sur la colline Saint-Benoît. Dans ce jardin des papillons, 139 espèces de lépidoptères vivent en symbiose avec les plantes et les arbres (500 espèces) qui constituent leur habitat naturel. Parmi sa collection vivante on peut admirer :
| - Alexanor - Argus bleu céleste - Aurore - Belle-Dame - Citron - Collier-de-corail - Cuivré - Fadet des garrigues - Flambé - Grand machaon - Grande proserpine - Jason | - Mélitée des centaurées - Pacha à deux queues - Grand paon de nuit - Petit mars changeant - Petit nacré - Piéride des biscutelles - Sphinx de l'euphorbe - Sphinx du chêne - Sphinx du tilleul - Sylvain azuré - Thècle du prunellier - Zygène d'Occitanie |

Lors de sa création, par l'association Proserpine en 1999, il existait sur le site 60 espèces de papillons, il y en 124 en 2005. Pour les attirer, de nombreuses plantes et arbres sont cultivées, tels le baguenaudier, le buddleia, le chêne, le fenouil, le figuier, la lavande, la luzerne, la menthe, le prunier, la sauge, le serpolet, le thym, le tilleul, le trèfle, la valériane, la violette, et de nombreuses autres plantes.

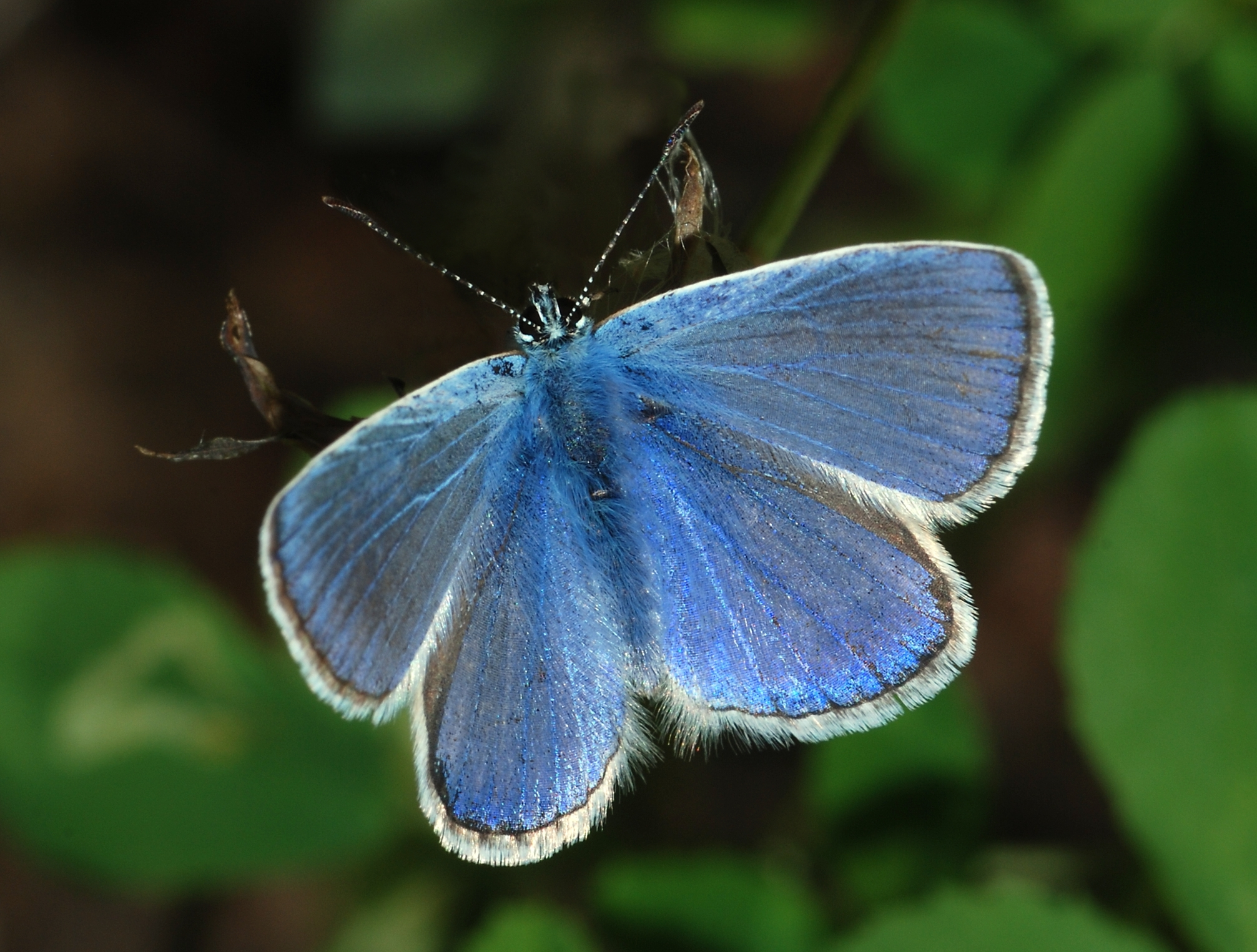
Argus bleu céleste
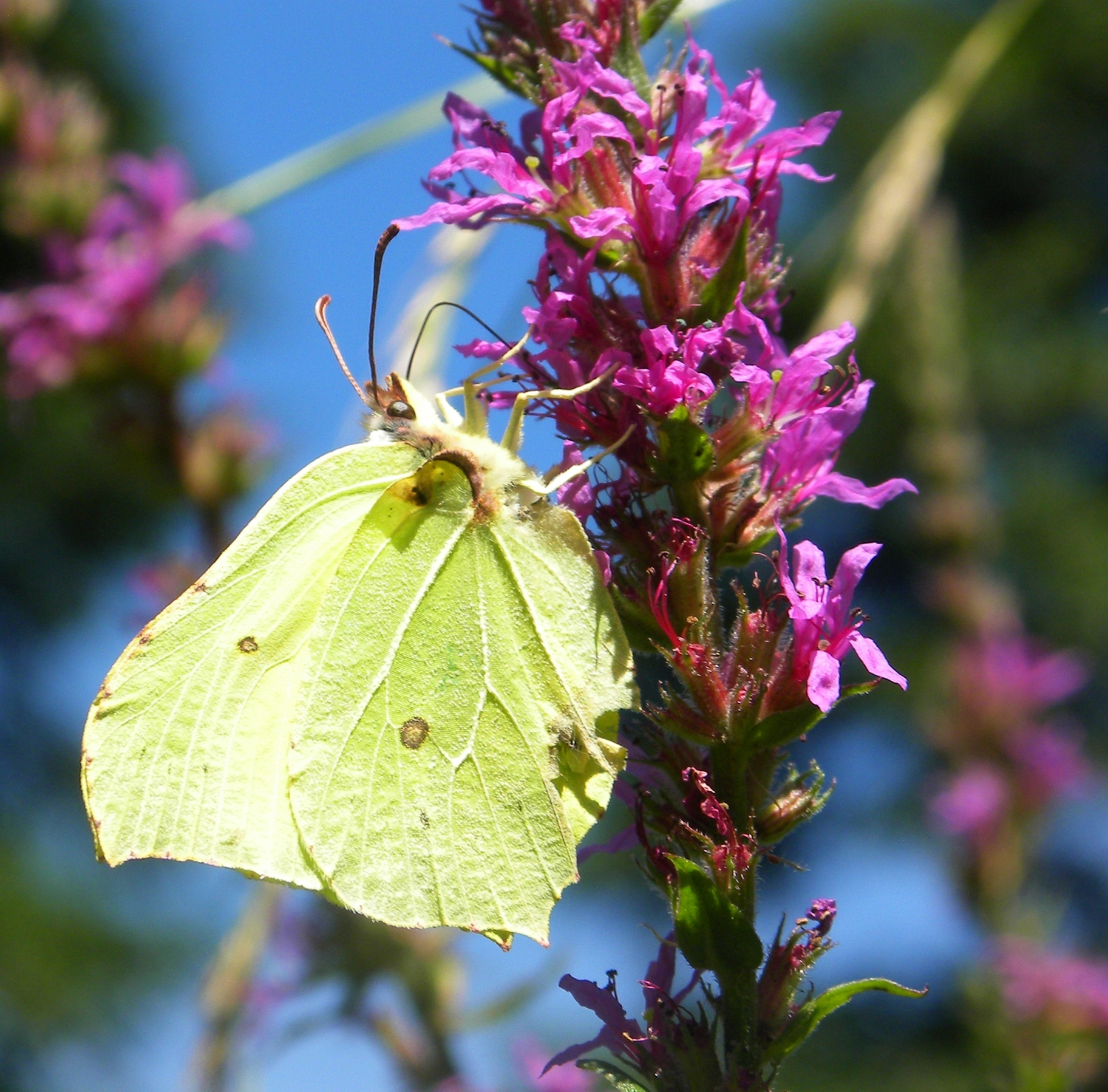
Citron
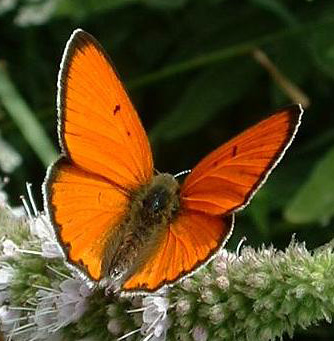
Cuivré
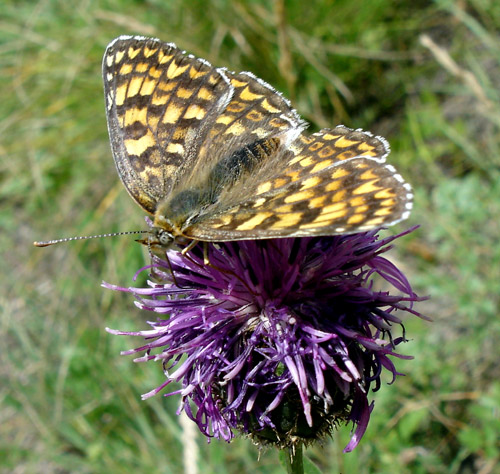
Mélitée des centaurées
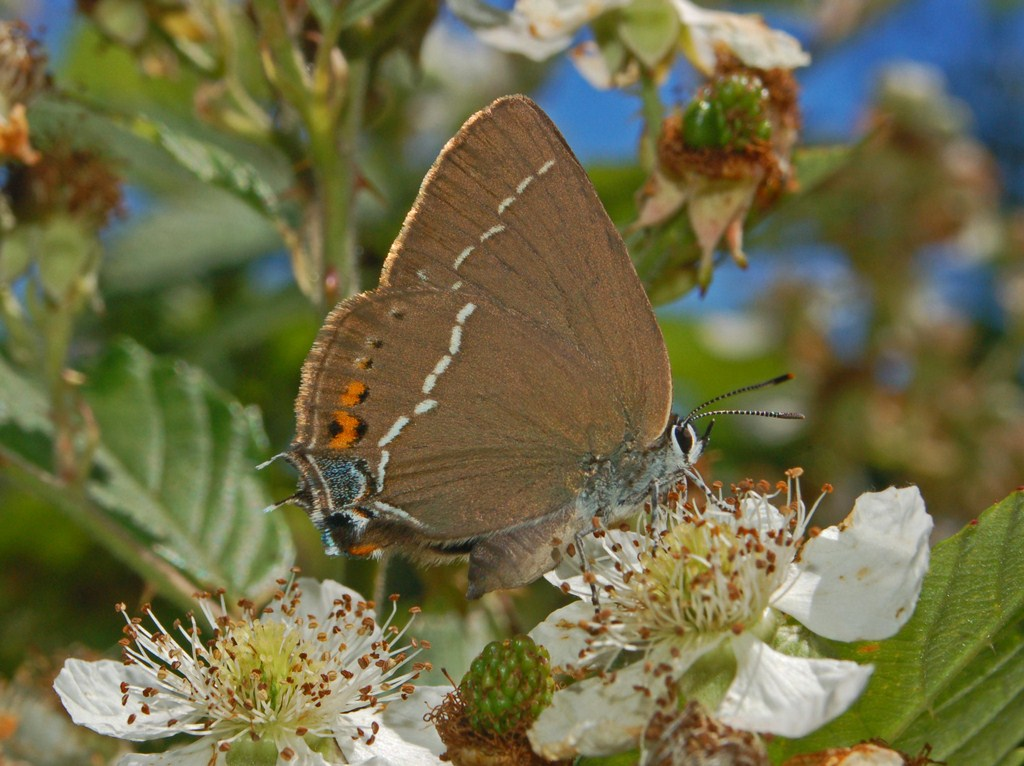
Thècle du prunellier

## Musée des sirènes et des fossiles

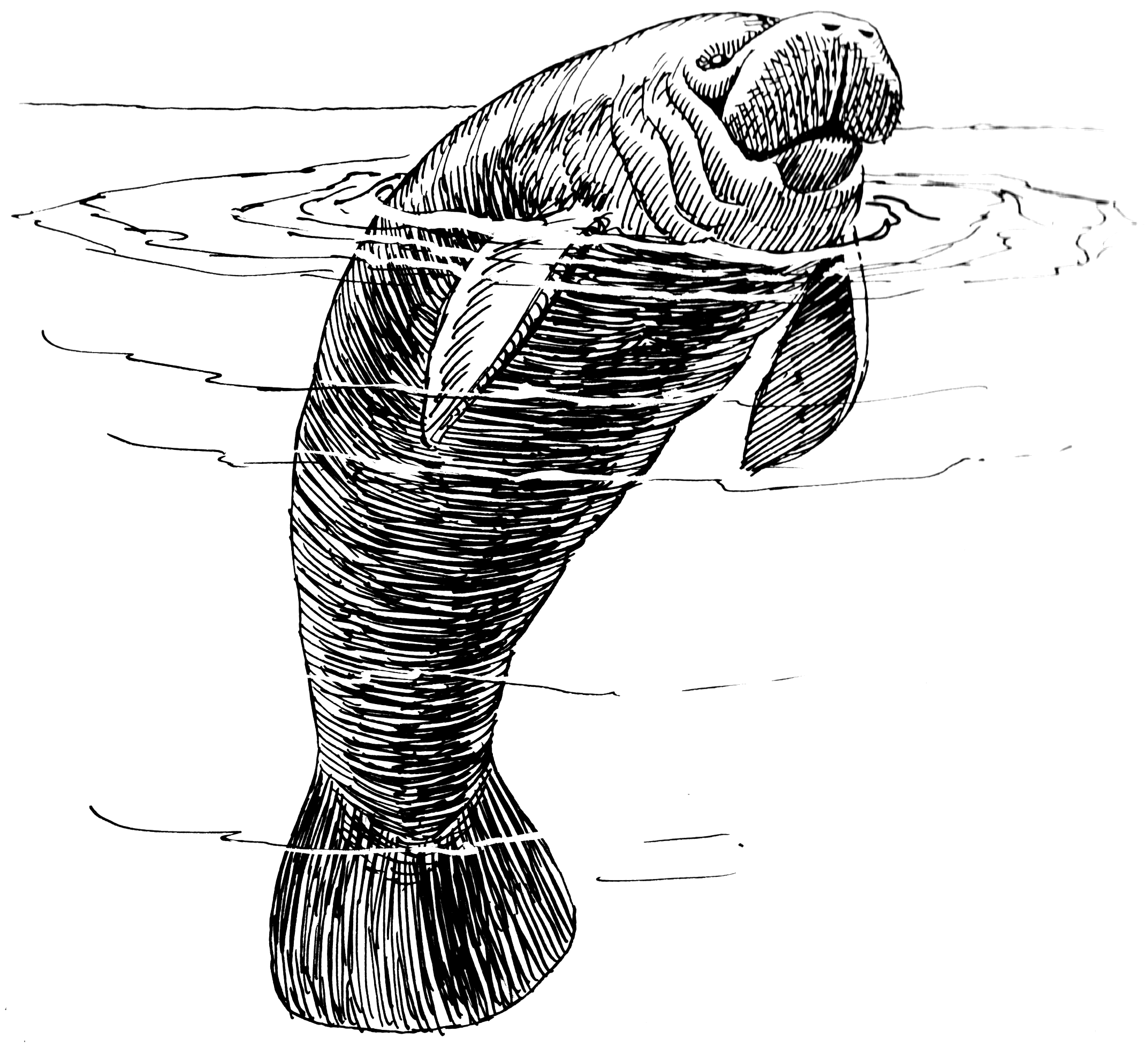
Sirénien

Sa visite permet une remontée dans le temps de 40 millions d'années. Une mer chaude recouvrait alors cette partie des Alpes de Haute-Provence et était peuplée de mammifères marins, les siréniens. 
Connus aussi sous le nom de vaches marines, puisqu'ils se nourrissent d'algues et de plantes aquatiques, ils ont donné naissance à l'antique mythe des sirènes. Ce musée se visite dans la Maison Nature et Patrimoine de Castellane.  

## Musée Terres et Temps

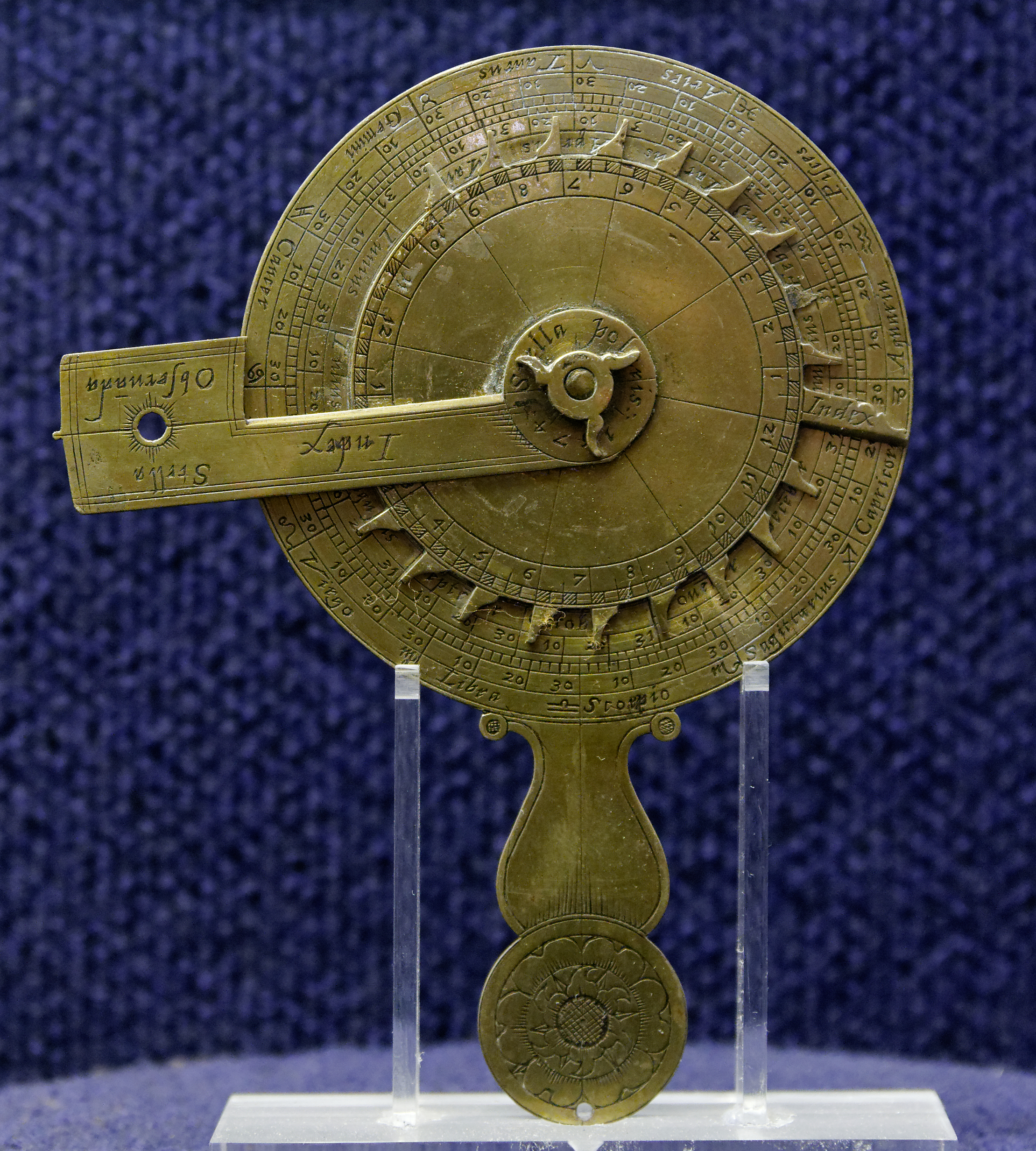
Nocturlabe

Le pendule de Foucault

Il a pris place dans l'ancienne chapelle du couvent de la Visitation où les fresques recouvrant les voûtes ont été restaurées et il est consacré à la mesure du temps de l'Homme et du temps de la Terre. L'évolution de la notion de temps s'appréhende au travers l'exposition d'instruments et d'objets.  
Parmi ceux-ci se trouvent un pendule de Foucault, des cadrans solaires en ardoise, marbre ou bronze, dont certains sont verticaux, horizontaux, concaves ou équinoxaux. Se trouvent aussi exposés des cadrans d'altitude en forme d'anneau, des cadrans solaires d'altitude en forme de cylindre, d'autres magnétique et une nocturlabe.

## Maison de la géologie

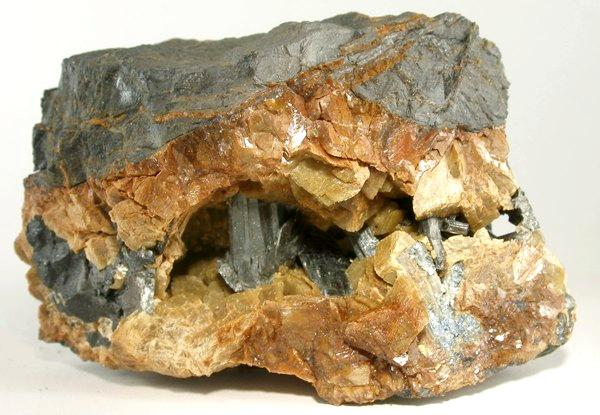
Chalcostibite

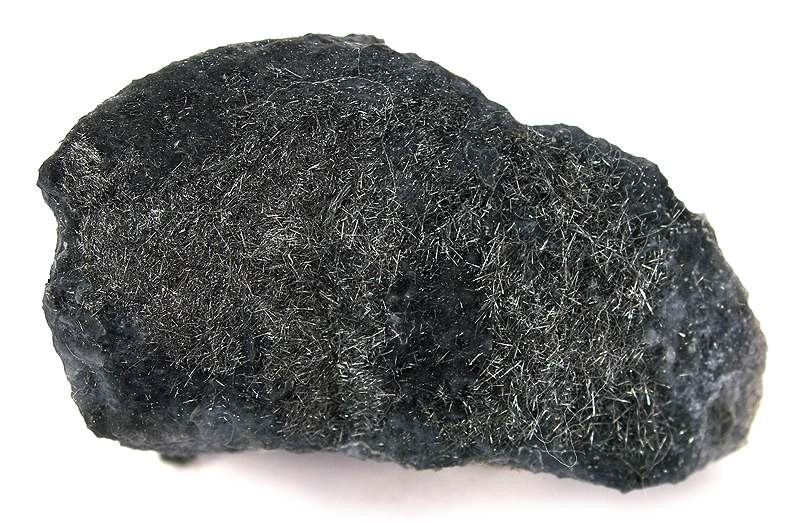
Dadsonite

Elle est située à Barles, au cœur de la vallée du Bès.  À vocation intercommunale, elle expose une collection de roches et fossiles provenant de la vallée et du pourtour du massif du Blayeul. Couvrant une période de 300 millions d'années, l'exposition permet de comprendre comment nos ancêtres ont utilisé les ressources minérales et influé en les recherchant sur les paysages au cours des siècles.